# Украшенный лори Жозефины
Украшенный лори Жозефины (лат. Charmosyna josefinae) — вид попугаев лори из рода украшенных лори. Обитают в Индонезии (в западной части острова Папуа) и в Папуа-Новой Гвинее. Обитает в субтропических и тропических низинных лесах.

## Описание
Длина тела 24 см, весит 68 г. Имеет три подвида. Затылок от одного до другого глаза чёрного цвета, сверху синий цвет. Бока вместе с нижней частью живота чёрного цвета. На надхвостье также есть синее пятно. Центральные перья хвоста — красного цвета, концы этих перьев жёлтые. Клюв оранжевый. Жёлтые глаза. Есть половой диморфизм: у самок нижняя часть спины — жёлтая. Высокий голос. Молодые особи как взрослая самка, но с зелёным отливом до черных бедер и живота; зелёная отметина от затылка до затылка; сине-зелёные полосы на затылке; перевязь под крыльями тускло-желтая. Глаз и клюв коричневые.

## Подвиды
- Charmosyna josefinae cycloporum  — У обоих взрослых есть чёрное пятно на животе; синие полосы на затылке отсутствуют или слабо выражены[4].
- Charmosyna josefinae sepikiana — У самца чёрное пятно на брюшке более обширное; бледно-серые полосы на затылке. Окраска самки почти как у самца, но с жёлтой нижней частью спины и боками. В целом темнее, чем самец; зелёный оттенок на чёрных бедрах, животе и от задней части тела до затылка[4].
- Charmosyna josefinae josefinae